# Giro d’Italia 2022/3. Etappe
Die 3. Etappe des Giro d’Italia 2022 fand am 8. Mai 2022 erneut in Ungarn statt. Sie war der Abschluss, des Auslandstarts der 105. Austragung des italienischen Etappenrennens. Die Strecke führte von Kaposvár über 201 Kilometer und 890 Höhenmeter nach Balatonfüred. Nach der Etappe hatten die Fahrer insgesamt 405,2 Kilometer zurückgelegt, was 11,7 % der Gesamtdistanz entsprach. Die Organisatoren der Rundfahrt bewerteten die Schwierigkeit der Etappe mit einem von fünf Sternen (bassa difficoltà).

## Streckenführung
Der neutralisierte Start erfolgte in Kaposvár in der Nähe des Rippl-Ronai Museums. Anschließend wurde die Stadt über die Hauptstraße 610 verlassen.
Der offizielle Start erfolgte kurz vor Kaposmérő nach 8,1 gefahrenen Kilometern. In weiterer Folge ging es über Nagybajom, Böhönye und Iharosberény in Richtung Westen. Anschließend drehten die Fahrer in Richtung Norden und erreichten nach 69,1 Kilometern den ersten Zwischensprint in Nagykanizsa. Bei der weiteren Fahrt in Richtung Nordwesten wurde zunächst der Kleine Balaton (Kis-Balaton) passiert, ehe die Fahrer bei Keszthely das Nordufer des Balaton erreichten. Nun ging es entlang des Nordufers in Richtung Osten. In Badacsony wurde nach 147,8 gefahrenen Kilometern der zweite Zwischensprint ausgefahren. 12,6 Kilometer vor dem Ziel erreichten die Fahrer die Halbinsel Tihany, auf der ein flacher Anstieg der 4. Kategorie (174 m) überquert wurde. Anschließend folgte eine kurze Abfahrt zum Seeufer, ehe es zum Ziel nach Balatonfüred ging. Die Ziellinie befand sich am Ende einer ein Kilometer langen, flachen und breiten Straße.
|                            | Ort          | Kilometer | Länge (km) | Höhe (m) | Ø Steigung | max. Steigung |
| -------------------------- | ------------ | --------- | ---------- | -------- | ---------- | ------------- |
| neutraler Start            | Kaposvár     | −8,1      |            |          |            |               |
| offizieller Start          | Kaposmérő    | 0         |            |          |            |               |
| Zwischensprint             | Nagykanizsa  | 69,1      |            |          |            |               |
| Zwischensprint             | Badacsony    | 147,8     |            |          |            |               |
| Bergwertung (4. Kategorie) | Tihany       | 188,4     | 1,6        | 174      | 3,1 %      | unbekannt     |
| Ziel                       | Balatonfüred | 201       |            |          |            |               |

## Rennverlauf und Ergebnis
Direkt nach dem offiziellen Start setzten sich drei Fahrer vom Hauptfeld ab. Mit dabei waren die beiden Fahrer von Drone Hopper-Androni Giocattoli, Mattia Bais und Filippo Tagliani, die bereits auf der 1. Etappe die Fluchtgruppe gebildet hatten, sowie Samuele Rivi (Eolo-Kometa Cycling Team). Das Peloton gewährte den Ausreißern rund sechs Minuten an Vorsprung, ehe die Mannschaft Alpecin-Fenix um den gesamtführenden Mathieu van der Poel die Tempoarbeit im Hauptfeld übernahm. Nach rund 30 gefahrenen Kilometern musste Jan Tratnik (Bahrain Victorious) als erster Fahrer den Giro d’Italia 2022 aufgeben. Der Slowene hatte sich bei seinem Sturz auf der 1. Etappe am rechten Handgelenk verletzt und verließ das Rennen nun frühzeitig.
Den ersten Zwischensprint nach rund 70 Kilometern gewann Filippo Tagliani vor Samuele Rivi und Mattia Bais. Im Hauptfeld, dessen Rückstand auf etwa zwei Minuten gesunken war, setzte sich Fernando Gaviria (UAE Team Emirates) vor Arnaud Démare (Groupama-FDJ) und Biniam Girmay (Intermarché-Wanty-Gobert Matériaux), der stellvertretend das violette Trikot (Führender der Punktewertung) trug, durch. Mark Cavendish (Quick-Step Alpha Vinyl Team), Caleb Ewan (Lotto Soudal) und Mathieu van der Poel, hielten sich beim Sprint um die Punkte zurück.
Nach dem Zwischensprint beteiligten sich auf die Mannschaften Groupama-FDJ und Lotto Soudal an der Nachführarbeit, wobei der Rückstand auf die Spitzengruppe zwischen zwei und drei Minuten verblieb. 53,2 Kilometer vor dem Ziel gewann Filippo Tagliani auch den zweiten Zwischensprint und sicherte sich drei Bonussekunden. Dahinter folgten Samuele Rivi und Mattia Bais, die die weiteren Bonifikationen erhielten. Im Hauptfeld formierten sich die Teams der Sprinter und der Vorsprung der Spitzengruppe ging weiter zurück. 44 Kilometer vor dem Ziel griff Samuele Rivi an. Während Mattia Bais der Attacke folgte, ließ sich sein Teamkollege Filippo Tagliani zurückfallen und wurde wenig später vom Hauptfeld gestellt. Nachdem die beiden Spitzenreiter im Anschluss versucht hatten sich voneinander zu lösen, wurden sie schließlich 28 Kilometer vor dem Ziel ebenfalls eingeholt.
Im Anstieg der einzigen Bergwertung des Tages (4. Kategorie) griff Pascal Eenkhoorn (Jumbo-Visma) an und löste sich gemeinsam mit Rick Zabel (Israel-Premier Tech) vom Hauptfeld. Zwar setzte sich Pascal Eenkhoorn im Sprint um die Bergwertungspunkte durch, doch Rick Zabel übernahm das blaue Trikot (Führender der Bergwertung), dass er bereits auf der 3. Etappe stellvertretend für Mathieu van der Poel trug. Nach der Kuppe ließ sich Rick Zabel wieder ins Hauptfeld zurückfallen, während Pascal Eenkhoorn versuchte seinen Vorsprung von wenigen Sekunden zu behaupten. Der Niederländer wurde jedoch sechs Kilometer vor dem Ziel wieder eingeholt und so kam es zum ersten Massensprint der 105. Austragung des Giro d’Italia.
Das Quick-Step Alpha Vinyl Team zog den Sprint für ihren Kapitän Mark Cavendish an, der die Etappe souverän vor Anaud Demare und Fernando Gavira gewann. Für den Briten war es bereits der 16. Etappensieg im Rahmen der Italien-Rundfahrt. In der Gesamtwertung kam es zu keinen nennenswerten Veränderungen.
| \| Etappenergebnis \| Etappenergebnis \| Etappenergebnis \| Etappenergebnis \| Etappenergebnis \| \| Fahrer \| Fahrer \| Land \| Team \| Zeit \| \| --------------- \| ---------------- \| ---------------------- \| ---------------------------------- \| --------------- \| \| 1. \| Mark Cavendish \| Vereinigtes Königreich \| Quick-Step Alpha Vinyl \| 4 h 56 min 39 s \| \| 2. \| Arnaud Démare \| Frankreich \| Groupama-FDJ \| + 0 s \| \| 3. \| Fernando Gaviria \| Kolumbien \| UAE Team Emirates \| + 0 s \| \| 4. \| Biniam Girmay \| Eritrea \| Intermarché-Wanty-Gobert Matériaux \| + 0 s \| \| 5. \| Jakub Mareczko \| Italien \| Alpecin-Fenix \| + 0 s \| \| 6. \| Edward Theuns \| Belgien \| Trek-Segafredo \| + 0 s \| \| 7. \| Simone Consonni \| Italien \| Cofidis \| + 0 s \| \| 8. \| Caleb Ewan \| Australien \| Lotto-Soudal \| + 0 s \| \| 9. \| Alberto Dainese \| Italien \| Team DSM \| + 0 s \| \| 10. \| Phil Bauhaus \| Deutschland \| Bahrain Victorious \| + 0 s \| |                  |                        |                                    |                 |
| |                  |                        |                                    |                 |
| Quelle: ProCyclingStats |                  |                        |                                    |                 |
| Etappenergebnis |                  |                        |                                    |                 |
| Fahrer | Fahrer           | Land                   | Team                               | Zeit            |
| 1. | Mark Cavendish   | Vereinigtes Königreich | Quick-Step Alpha Vinyl             | 4 h 56 min 39 s |
| 2. | Arnaud Démare    | Frankreich             | Groupama-FDJ                       | + 0 s           |
| 3. | Fernando Gaviria | Kolumbien              | UAE Team Emirates                  | + 0 s           |
| 4. | Biniam Girmay    | Eritrea                | Intermarché-Wanty-Gobert Matériaux | + 0 s           |
| 5. | Jakub Mareczko   | Italien                | Alpecin-Fenix                      | + 0 s           |
| 6. | Edward Theuns    | Belgien                | Trek-Segafredo                     | + 0 s           |
| 7. | Simone Consonni  | Italien                | Cofidis                            | + 0 s           |
| 8. | Caleb Ewan       | Australien             | Lotto-Soudal                       | + 0 s           |
| 9. | Alberto Dainese  | Italien                | Team DSM                           | + 0 s           |
| 10. | Phil Bauhaus     | Deutschland            | Bahrain Victorious                 | + 0 s           |

## Gesamtstände
| \| Gesamtwertung \| Gesamtwertung \| Gesamtwertung \| Gesamtwertung \| Gesamtwertung \| \| Fahrer \| Fahrer \| Land \| Team \| Zeit \| \| ------------- \| -------------------- \| ---------------------- \| ---------------------- \| --------------- \| \| 1. \| Mathieu van der Poel \| Niederlande \| Alpecin-Fenix \| 9 h 43 min 50 s \| \| 2. \| Simon Yates \| Vereinigtes Königreich \| BikeExchange-Jayco \| + 11 s \| \| 3. \| Tom Dumoulin \| Niederlande \| Jumbo-Visma \| + 16 s \| \| 4. \| Matteo Sobrero \| Italien \| BikeExchange-Jayco \| + 24 s \| \| 5. \| Wilco Kelderman \| Niederlande \| Bora-Hansgrohe \| + 24 s \| \| 6. \| Ben Tulett \| Vereinigtes Königreich \| Ineos Grenadiers \| + 24 s \| \| 7. \| Tobias Foss \| Norwegen \| Jumbo-Visma \| + 28 s \| \| 8. \| Bauke Mollema \| Niederlande \| Trek-Segafredo \| + 28 s \| \| 9. \| Pello Bilbao \| Spanien \| Bahrain Victorious \| + 29 s \| \| 10. \| Mauro Schmid \| Schweiz \| Quick-Step Alpha Vinyl \| + 29 s \| |                      |                        |                        |                 |
| |                      |                        |                        |                 |
| Quelle: ProCyclingStats |                      |                        |                        |                 |
| Gesamtwertung |                      |                        |                        |                 |
| Fahrer | Fahrer               | Land                   | Team                   | Zeit            |
| 1. | Mathieu van der Poel | Niederlande            | Alpecin-Fenix          | 9 h 43 min 50 s |
| 2. | Simon Yates          | Vereinigtes Königreich | BikeExchange-Jayco     | + 11 s          |
| 3. | Tom Dumoulin         | Niederlande            | Jumbo-Visma            | + 16 s          |
| 4. | Matteo Sobrero       | Italien                | BikeExchange-Jayco     | + 24 s          |
| 5. | Wilco Kelderman      | Niederlande            | Bora-Hansgrohe         | + 24 s          |
| 6. | Ben Tulett           | Vereinigtes Königreich | Ineos Grenadiers       | + 24 s          |
| 7. | Tobias Foss          | Norwegen               | Jumbo-Visma            | + 28 s          |
| 8. | Bauke Mollema        | Niederlande            | Trek-Segafredo         | + 28 s          |
| 9. | Pello Bilbao         | Spanien                | Bahrain Victorious     | + 29 s          |
| 10. | Mauro Schmid         | Schweiz                | Quick-Step Alpha Vinyl | + 29 s          |

| Punktewertung | Punktewertung        | Punktewertung          | Punktewertung                      | Punktewertung |
| Fahrer        | Fahrer               | Land                   | Team                               | Punkte        |
| ------------- | -------------------- | ---------------------- | ---------------------------------- | ------------- |
| 1.            | Mathieu van der Poel | Niederlande            | Alpecin-Fenix                      | 62 P.         |
| 2.            | Biniam Girmay        | Eritrea                | Intermarché-Wanty-Gobert Matériaux | 55 P.         |
| 3.            | Mark Cavendish       | Vereinigtes Königreich | Quick-Step Alpha Vinyl             | 53 P.         |
| 4.            | Arnaud Démare        | Frankreich             | Groupama-FDJ                       | 44 P.         |
| 5.            | Fernando Gaviria     | Kolumbien              | UAE Team Emirates                  | 32 P.         |
| 6.            | Pello Bilbao         | Spanien                | Bahrain Victorious                 | 25 P.         |
| 7.            | Filippo Tagliani     | Italien                | Drone Hopper-Androni Giocattoli    | 24 P.         |
| 8.            | Wilco Kelderman      | Niederlande            | Bora-Hansgrohe                     | 18 P.         |
| 9.            | Magnus Cort Nielsen  | Dänemark               | EF Education-EasyPost              | 18 P.         |
| 10.           | Simon Yates          | Vereinigtes Königreich | BikeExchange-Jayco                 | 15 P.         |

| Bergwertung | Bergwertung          | Bergwertung            | Bergwertung                        | Bergwertung |
| Fahrer      | Fahrer               | Land                   | Team                               | Punkte      |
| ----------- | -------------------- | ---------------------- | ---------------------------------- | ----------- |
| 1.          | Rick Zabel           | Deutschland            | Israel-Premier Tech                | 5 P.        |
| 2.          | Pascal Eenkhoorn     | Niederlande            | Jumbo-Visma                        | 5 P.        |
| 3.          | Mathieu van der Poel | Niederlande            | Alpecin-Fenix                      | 3 P.        |
| 4.          | Biniam Girmay        | Eritrea                | Intermarché-Wanty-Gobert Matériaux | 2 P.        |
| 5.          | Simon Yates          | Vereinigtes Königreich | BikeExchange-Jayco                 | 1 P.        |
| 6.          | Pello Bilbao         | Spanien                | Bahrain Victorious                 | 1 P.        |
| 7.          | Clément Davy         | Frankreich             | Groupama-FDJ                       | 1 P.        |

| Nachwuchswertung | Nachwuchswertung  | Nachwuchswertung       | Nachwuchswertung                   | Nachwuchswertung |
| Fahrer           | Fahrer            | Land                   | Team                               | Zeit             |
| ---------------- | ----------------- | ---------------------- | ---------------------------------- | ---------------- |
| 1.               | Matteo Sobrero    | Italien                | BikeExchange-Jayco                 | 9 h 44 min 14 s  |
| 2.               | Ben Tulett        | Vereinigtes Königreich | Ineos Grenadiers                   | + 0 s            |
| 3.               | Tobias Foss       | Norwegen               | Jumbo-Visma                        | + 4 s            |
| 4.               | Mauro Schmid      | Schweiz                | Quick-Step Alpha Vinyl             | + 5 s            |
| 5.               | João Almeida      | Portugal               | UAE Team Emirates                  | + 5 s            |
| 6.               | Mattias Skjelmose | Dänemark               | Trek-Segafredo                     | + 16 s           |
| 7.               | Biniam Girmay     | Eritrea                | Intermarché-Wanty-Gobert Matériaux | + 19 s           |
| 8.               | Mauri Vansevenant | Belgien                | Quick-Step Alpha Vinyl             | + 19 s           |
| 9.               | Thymen Arensman   | Niederlande            | Team DSM                           | + 20 s           |
| 10.              | Santiago Buitrago | Kolumbien              | Bahrain Victorious                 | + 23 s           |

| Mannschaftswertung | Mannschaftswertung     | Mannschaftswertung           | Mannschaftswertung |
| Team               | Team                   | Land                         | Zeit               |
| ------------------ | ---------------------- | ---------------------------- | ------------------ |
| 1.                 | Jumbo-Visma            | Niederlande                  | 29 h 12 min 45 s   |
| 2.                 | Ineos Grenadiers       | Vereinigtes Königreich       | + 11 s             |
| 3.                 | BikeExchange-Jayco     | Australien                   | + 16 s             |
| 4.                 | Bora-Hansgrohe         | Deutschland                  | + 22 s             |
| 5.                 | Astana Qazaqstan Team  | Kasachstan                   | + 43 s             |
| 6.                 | UAE Team Emirates      | Vereinigte Arabische Emirate | + 45 s             |
| 7.                 | Trek-Segafredo         | Vereinigte Staaten           | + 45 s             |
| 8.                 | Bahrain Victorious     | Bahrain                      | + 48 s             |
| 9.                 | Quick-Step Alpha Vinyl | Belgien                      | + 1 min 01 s       |
| 10.                | EF Education-EasyPost  | Vereinigte Staaten           | + 1 min 24 s       |

## Ausgeschiedene Fahrer
- Jan Tratnik (Bahrain Victorious): während der Etappe wegen Sturzfolgen (in der 1. Etappe) aufgegeben[4]